# 太田市立城東中学校
太田市立城東中学校（おおたしりつ じょうとうちゅうがっこう）は、群馬県太田市にある公立中学校。敷地が韮川町のすべてを占めている。

## 所在地
- 群馬県太田市韮川町1

## 部活動
- 野球部
- バレーボール部
- ソフトテニス部
- 卓球部
- サッカー部
- 陸上部
- バスケットボール部
- バドミントン部
- ダンス部
- 吹奏楽部
- 美術部
- 水泳部
- 空手同好会

## 学区
- 台之郷町1区[1]
- 台之郷町2区
- 台之郷町3区
- 台之郷町4区
- 台之郷町5区
- 台之郷町6区
- 上小林町の一部(休泊堀用水路以東)
- 安良岡町の一部(休泊堀用水路以東)
- 石原町1区
- 石原町2区
- 東長岡町馬場の一部(休泊堀用水路以東)
- 矢場町
- 矢場新町
- 植木野町(東新町、高瀬町の一部)

## 主な取り組み
- 5月交通安全教室・体育祭
- 6月JRC登録式・修学旅行・東京校外学習 .林間学校
- 7月学校保健委員会・終業式
- 8月資源回収 ・職場体験
- 9月始業式
- 10月校内合唱コンクール 12月終業式
- 1月始業式
- 2月球技大会
- 3月卒業式・修了式

## 学校周辺
- 太田市立韮川小学校
- 太田市立駒形小学校
- 東武伊勢崎線：韮川駅
- 群馬県立太田東高等学校